# Campo Virgen
Campo Virgen är en ort i Mexiko.   Den ligger i kommunen Ocosingo och delstaten Chiapas, i den sydöstra delen av landet, 800 km öster om huvudstaden Mexico City. Campo Virgen ligger 1 228 meter över havet och antalet invånare är 298.
Terrängen runt Campo Virgen är huvudsakligen kuperad, men den allra närmaste omgivningen är platt. Runt Campo Virgen är det ganska tätbefolkat, med 75 invånare per kvadratkilometer. Närmaste större samhälle är Ocosingo, 14,6 km nordost om Campo Virgen. I omgivningarna runt Campo Virgen växer i huvudsak städsegrön lövskog.